# 愛丁堡公爵獎勵計劃
愛丁堡公爵獎勵計劃（英語：The Duke of Edinburgh's Award，通常簡稱為）是一項青年獎項計劃，由愛丁堡公爵菲臘親王於1956年在英國創立。該獎項表彰青少年及年輕成年人完成一系列自我提升的鍛煉，這些鍛煉是基於庫爾特·哈恩提出的「現代青年的六種衰退」（Six Declines of Modern Youth）而設的解決方案。

## 外部連結
- 官方网站